# Thymus alatauensis
Thymus alatauensis — вид рослин родини глухокропивові (Lamiaceae), поширений у Казахстані, Алтаї, Західному Сибіру.

## Поширення
Поширений у Казахстані, Алтаї, Західному Сибіру.
Населяє гори Південного Сибіру, нижній гірський пояс, росте на скелях, іноді на піску в борах.